# Orgazm
Orgazm, (od starogreckiego ὀργασμός orgasmós „gwałtowne podniecenie”, od ὀργάω orgáō „pękać, świecić, gwałtownie pragnąć”), także: klimaks (od starogreckiego κλῖμαξ klîmax „wzrost”), szczytowanie – moment najsilniejszego podniecenia seksualnego i towarzyszącego mu silnego uczucia rozkoszy podczas seksu lub masturbacji. 
Zazwyczaj bywa głównym celem stosunku płciowego, aktu masturbacji lub innej formy zachowania seksualnego. Orgazm może pojawiać się wielokrotnie podczas trwania jednej czynności seksualnej lub nie pojawić się w ogóle. Bardzo rzadko obserwuje się także szczytowanie niezwiązane z czynnościami seksualnymi. 
Podczas orgazmu następuje szereg reakcji fizjologicznych, takich jak np. skurcze pochwy i dna macicy u kobiety, czy wytrysk nasienia i skurcz moszny u mężczyzny. Bezpośrednim efektem orgazmu jest zwykle osiągnięcie zaspokojenia seksualnego, które objawia się rozluźnieniem ciała, wystąpieniem przekrwienia organów płciowych i subiektywnym, psychicznym uczuciem satysfakcji. U mężczyzn orgazm nie jest równoznaczny z wytryskiem nasienia. Podczas orgazmu wydziela się hormon – oksytocyna.

## Osiąganie orgazmu
Orgazm można osiągnąć poprzez różne zachowania seksualne takie jak: stosunek płciowy, seks oralny, seks analny, seks bez penetracji, masturbacja, itp.
Większość mężczyzn osiąga orgazm po 2-10 minutach stosunku, natomiast kobiety średnio po 20 minutach stymulacji. Według niektórych badaczy przedwczesny wytrysk i opóźniony wytrysk u mężczyzn są skrajnymi biegunami rozkładu normalnego. Wśród mężczyzn pojawiają się również tacy, którzy osiągają orgazm wcześniej lub później niż określona średnia czasowa.
Na ogół obserwuje się, że orgazm występuje częściej w młodszym wieku. Według badań Kinseya mężczyźni osiągali:
- 4 orgazmy na tydzień w wieku 20 lat,
- 3 w wieku 30 lat,
- 2 w wieku 40 lat,
- mniej niż 1 w wieku 60 lat[8].

## Fizjologia orgazmu w zależności od płci i orientacji seksualnej
U obu płci następuje gwałtowne pobudzenie aktywności układu współczulnego: wzrost ciśnienia tętniczego krwi, przyspieszenie akcji serca, poszerzenie źrenic oraz wzrost napięcia mięśni. Występują też skurcze mięśni związanych z narządami płciowymi, których natężenie decyduje o intensywności przeżywanego orgazmu.

### U kobiet

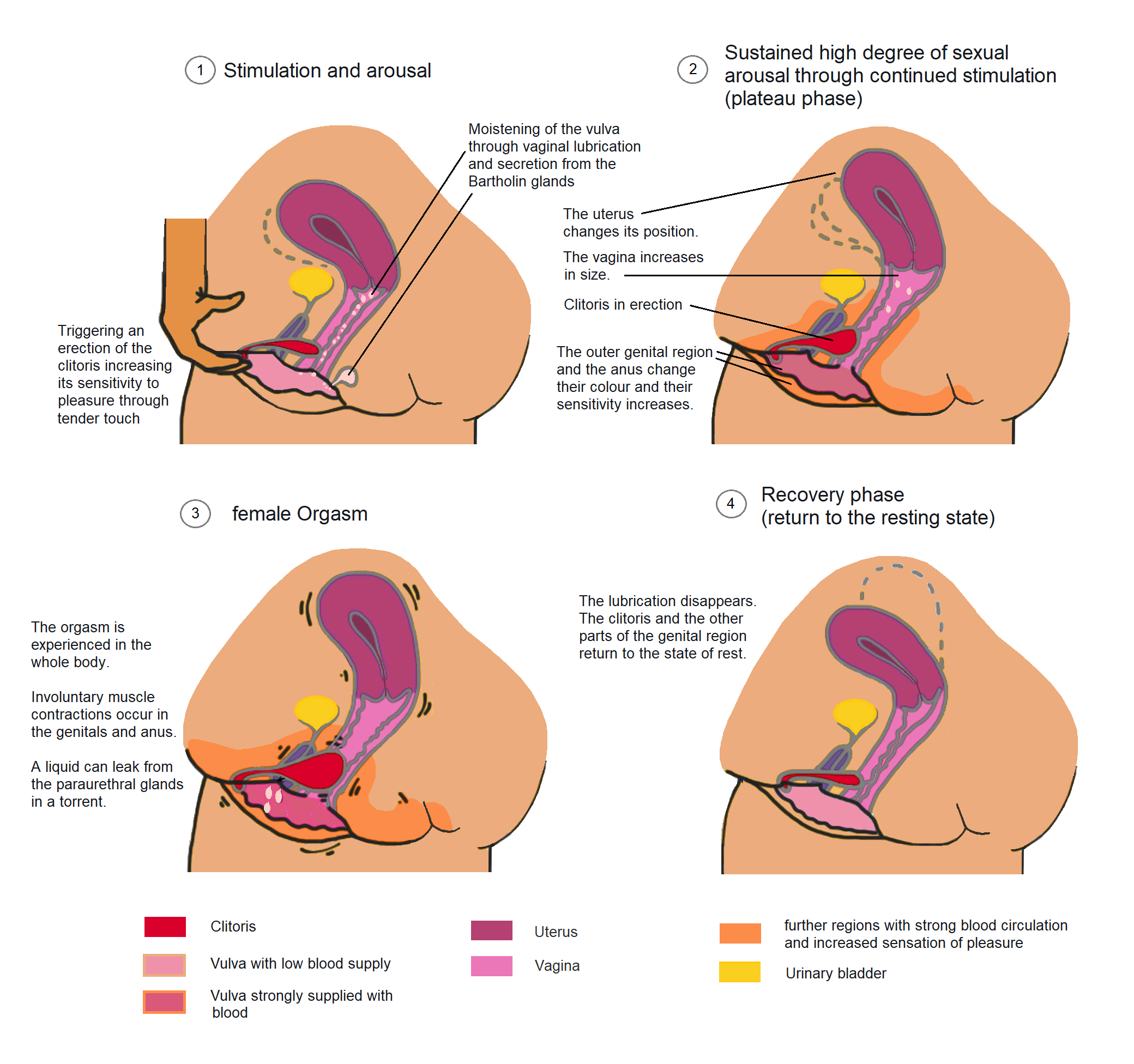
Schematyczne przedstawienie faz reakcji narządów płciowych podczas podniecenia seksualnego i orgazmu u kobiet

Większość kobiet opisuje szczytowanie jako uczucie ciepła rozprzestrzeniającego się od łechtaczki poprzez całe ciało. W warunkach laboratoryjnych czas trwania orgazmu wynosił średnio 20 sekund (badane kobiety osiągały orgazm drogą masturbacji). Podczas orgazmu, pochwa kobiety wilgotnieje i powiększa się, nabrzmiewa tkanka w części pochwy położonej najbliżej wylotu. Chwilę po pierwszym odczuciu orgazmu pojawiają się najczęściej skurcze mięśni otaczających jedną trzecią pochwy. Zwykle następuje 5-8 rytmicznych skurczów. Niektóre osoby doświadczają synchronicznych skurczów zwieracza odbytu. Część badaczy uważa, że w końcowej fazie orgazmu występują również regularne skurcze macicy. Kiedy stymulacja zostanie przerwana, narządy płciowe powracają do pierwotnego, niepobudzonego stanu. Skurcze są wywoływane uwalniającym się hormonem – oksytocyną. Według niektórych badaczy możliwe jest również wystąpienie orgazmu mimo braku skurczów. U części kobiet orgazmowi towarzyszy wytrysk bądź ejakulacja. Badania wskazują, iż te zjawiska prawdopodobnie mają różne przyczyny: ejakulacja to uwolnienie gęstego, białawego płynu pochodzącego z gruczołów Skenego, natomiast wytrysk, określany też terminem squirting, to wyrzut dużej ilości przezroczystego płynu, będącego rozcieńczoną cieczą pochodzącą z pęcherza moczowego. Kobiecą ejakulację można w pewnym zakresie porównać do wytrysku u mężczyzn, choć jest ona od niego odmiennym zjawiskiem.
W sytuacji, gdy kobieta doświadcza orgazmu wielokrotnego, jej pobudzenie seksualne, podczas czynności seksualnych, nie spada poniżej poziomu plateau.

### U mężczyzn
W trakcie orgazmu, organizm mężczyzn rejestruje następujące doznania: pompowanie nasienia do cewki moczowej, wskutek czego pojawia się przeważnie uczucie ciepła i pulsowania członka oraz prostaty. Następnie cewka rozszerza się, a mężczyzna czuje przepływ nasienia przez członek. Na koniec (zwykle) obserwuje się wytrysk nasienia na zewnątrz. Skurcze mięśni wokół nasieniowodów, prostaty i odbytnicy, pompują plemniki i płyny nasienne do cewki moczowej. Z ich połączenia w cewce tworzy się nasienie (sperma)[wymaga weryfikacji?]. Następnie kanał między cewką a pęcherzem zamyka się, uniemożliwiając nasieniu cofnięcie się. Skurcze u nasady członka kierują nasienie przez cewkę moczową i żołądź do ujścia cewki. Zazwyczaj występują trzy lub cztery silne skurcze wytrysku w odstępach 0,8 sekundy, następnie 2-4 wolniejsze skurcze.
Następnie narządy płciowe przechodzą do wcześniejszego stanu niepobudzonego.

### Częstotliwość przeżywania orgazmu a płeć i orientacja seksualna
Według badań, częstotliwość doświadczania orgazmu jest związana z płcią i orientacją seksualną. W jednym z badań zapytano uczestników, jak często doświadczają orgazmu. Każdorazowo orgazmu podczas seksu doświadcza:
- 95% heteroseksualnych mężczyzn,
- 89% homoseksualnych mężczyzn,
- 88% biseksualnych mężczyzn,
- 86% homoseksualnych kobiet,
- 86% biseksualnych kobiet,
- 65% heteroseksualnych kobiet[18].

W badaniu przeprowadzonym w Finlandii, stwierdzono, że coraz mniej kobiet doświadcza regularnie orgazmów. Współczynnik kobiet, które doświadczają orgazmu zawsze lub prawie zawsze spadł z 56% w 1999 do 46% w 2015 roku . Jednocześnie, w 2015 roku, 9% kobiet stwierdziło, że nigdy nie doświadcza orgazmu podczas stosunku, we wcześniejszych badaniach był to wynik oscylujący między 4–7% . Wśród młodych kobiet (poniżej 35. roku życia), 14% nigdy nie miało orgazmu podczas stosunku .

## Rodzaje orgazmów

### Orgazm pochwowy a łechtaczkowy
Wśród seksuologów toczy się dyskusja na temat istnienia i znaczenia różnych rodzajów orgazmów u kobiet. Dyskusję w XX wieku zainicjował Sigmund Freud, który odróżniał orgazm łechtaczkowy i pochwowy. Orgazm pochwowy ma miejsce wskutek stymulacji pochwy, np. podczas stosunku waginalnego, zaś łechtaczkowy - podczas stymulacji łechtaczki. Freud twierdził również, że niezdolność do osiągnięcia orgazmu pochwowego jest oznaką niedojrzałości kobiety. Stanowisko to zostało zakwestionowane m.in. przez Kinseya, który stwierdził, że niemożliwy jest orgazm pochwowy, a ściany pochwy są dużo mniej wrażliwe na dotyk niż łechtaczka. Masters i Johnson wskazywali, że pobudzenie łechtaczki jest zawsze konieczne dla zaistnienia orgazmu u kobiety. Te spostrzeżenia doprowadziły do konkluzji, iż istnieje tylko jeden typ orgazmu, wynikający z pobudzenia łechtaczki. Z drugiej strony, badania dowodzą, że kobiety doświadczają różnych rodzajów orgazmu przeżywanego podczas stosunku pochwowego i pobudzenia łechtaczki.
W jednym z badań, zapytano kobiety w jaki sposób osiągają orgazm podczas stosunku; odpowiedzi były następujące:
- 54% kobiet zwykle osiąga orgazm poprzez stymulację zarówno zewnętrznej części łechtaczki, jak i pochwy,
- 34% poprzez stymulację zewnętrznej części łechtaczki,
- 6% poprzez stymulację pochwy,
- pozostałe 6% nigdy nie doświadczyło orgazmu podczas stosunku[22].

Ostatnie odkrycia naukowe, co do wielkości łechtaczki (której tkanki rozciągają się w środku ciała wokół pochwy), komplikują lub nawet uniemożliwiają rozróżnienie orgazmu łechtaczkowego od pochwowego. Najnowsze badania fizjologii kobiecego narządu rodnego dowodzą, że istnieją nerwy łączące tkanki wewnątrzpochwowe z łechtaczką. Okazuje się także, że część łechtaczki, położona wewnątrz ciała, jest znacznie większa, niż do tej pory sądzono. Te dwa wnioski wydają się trafnie wyjaśniać doniesienia o doświadczaniu orgazmów przez kobiety poddane wcześniej klitoridektomii (wycięciu całości lub części łechtaczki). Połączenie łechtaczki z pochwą jest dowodem na to, że odgrywa ona rolę swoistego „wyzwalacza” żeńskiego orgazmu i jest organem dużo rozleglejszym, niż jej część widoczna z zewnątrz. Oczywiście stopień unerwienia łechtaczki jest różny u każdej kobiety. Możliwa jest także sytuacja, w której kobieta jest w stanie osiągnąć orgazm tylko poprzez stymulację zewnętrznej części łechtaczki..

### Orgazm punktu G
Ten rodzaj orgazmu osiąga się poprzez odpowiednie stymulowanie punktu G, co jest w pewnym stopniu wątpliwe, ponieważ badania sugerują, iż znaczna część kobiet w ogóle go nie posiada. Poza tym, niektóre kobiety odbierają stymulujące pocieranie tego miejsca jako uczucie nieprzyjemne. 
Ponieważ palce kobiety przeważnie nie są na tyle długie, by sięgnąć do odpowiedniego miejsca oraz wywrzeć na nie odpowiedni nacisk, zwykle łatwiej jest stymulować punkt G przy pomocy akcesoriów erotycznych lub osoby partnerskiej.
W zależności od regionu kulturowego, spotyka się różne nazewnictwo określające punkt G, np. Chińczycy nazywają go „czarną perłą”, zaś Japończycy „skórą dżdżownicy”.
Ogromna wrażliwość erotyczna tego punktu prowadzi do orgazmu, a u niektórych kobiet, również do wytrysku. Można spotkać się z relacjami kobiet, które twierdzą, że wytrysk towarzyszy im około raz na pięć osiąganych orgazmów. 

### Orgazm cewki moczowej
Jest częścią orgazmu strefowego, inaczej zwany orgazmem punktu U. Stymulacja cewki moczowej wywołuje u części kobiet uczucie przyjemności seksualnej. Obszar cewki można pobudzić ruchami palców lub języka. Wielu naukowców wątpi jednak w istnienie tego rodzaju orgazmu, uzasadniając, że pobudzanie cewki jest tylko jedną z metod przyspieszenia szczytowania.

### Orgazm sutkowy[24]
U niektórych kobiet i mężczyzn, do orgazmu może przyczynić się stymulacja sutków, jednakże u pozostałej części osób, stymulacja ta nie ma żadnego wpływu na orgazm, a nawet czasami ma mieć negatywny wpływ na odczucie szczytowania. 

### Orgazm wielokrotny
Kobiety są w stanie przeżyć w czasie jednego stosunku kilka orgazmów, pod warunkiem, że pomiędzy nimi napięcie seksualne nie spadnie poniżej fazy plateau. W przypadkach wystąpienia dwóch lub więcej orgazmów u kobiety, nie trwa to zwykle dłużej niż około 60 sekund. Zwielokrotniony orgazm zachodzi o wiele częściej podczas masturbacji oraz seksu oralnego, co oznacza, że bezpośrednia stymulacja zewnętrznej części łechtaczki może zwiększyć prawdopodobieństwo wystąpienia tego typu zjawiska.

### Orgazm strefowy
Orgazm tego typu dotyczy różnych rejonów ciała. Niektóre kobiety mogą doświadczyć orgazmu podczas tylko lizania karku, szyi, małżowiny usznej, palca, uda, czy pachwiny.

### Orgazm jednoogniskowy
Do orgazmu dochodzi, gdy podczas stosunku, pobudzany jest jedynie jeden narząd płciowy, np. łechtaczka lub pochwa. Występuje on u około 40% kobiet przeżywających orgazm.

### Orgazm wieloogniskowy
Ten typ orgazmu, w przeciwieństwie do orgazmu jednoogniskowego, jest osiągalny podczas stymulacji dwóch lub więcej stref erogennych naraz, takich jak: sutki, łechtaczka i pochwa. Natężenie i intensywność takiego orgazmu ma być większe niż przy pojedynczym orgazmie. Występuje on u około 60% kobiet przeżywających orgazm.

### Orgazm częściowy
Ten typ szczytowania ma występować u osób, których zachowanie seksualne, np. seks, zostanie przedwcześnie przerwane lub ograniczone.

### Orgazm totalny
Osiągany jest podczas pobudzania całego ciała, a nie jedynie okolicy genitalnej, jak w przypadku orgazmu częściowego.

### Orgazm analny
Okolice odbytu są wrażliwe i silnie unerwione, ponieważ znajdują się tam zakończenia nerwowe takich narządów jak prostata (u mężczyzn) czy końcówki pochwy (u kobiet).

### Orgazm bolesny
Orgazm połączony z odczuwaniem bólu ograniczonego miejsc genitalnych lub miednicy. Występuje głównie u kobiet, jako skutek np. zmian pozapalnych, pooperacyjnych lub poporodowych bądź po przerwaniu ciąży, założeniu wkładki wewnątrzmacicznej lub w okresie przekwitania. U mężczyzn zwykle wynika z zaburzeń prostaty, zmian w cewce moczowej, np. w przypadku grzybic, infekcji. Niekiedy objawy somatyczne, takie jak ból czy dyskomfort mogą mieć podłoże psychiczne lub emocjonalne.

### Orgazm równoczesny
Orgazm osiągany jednocześnie przez oboje partnerów.

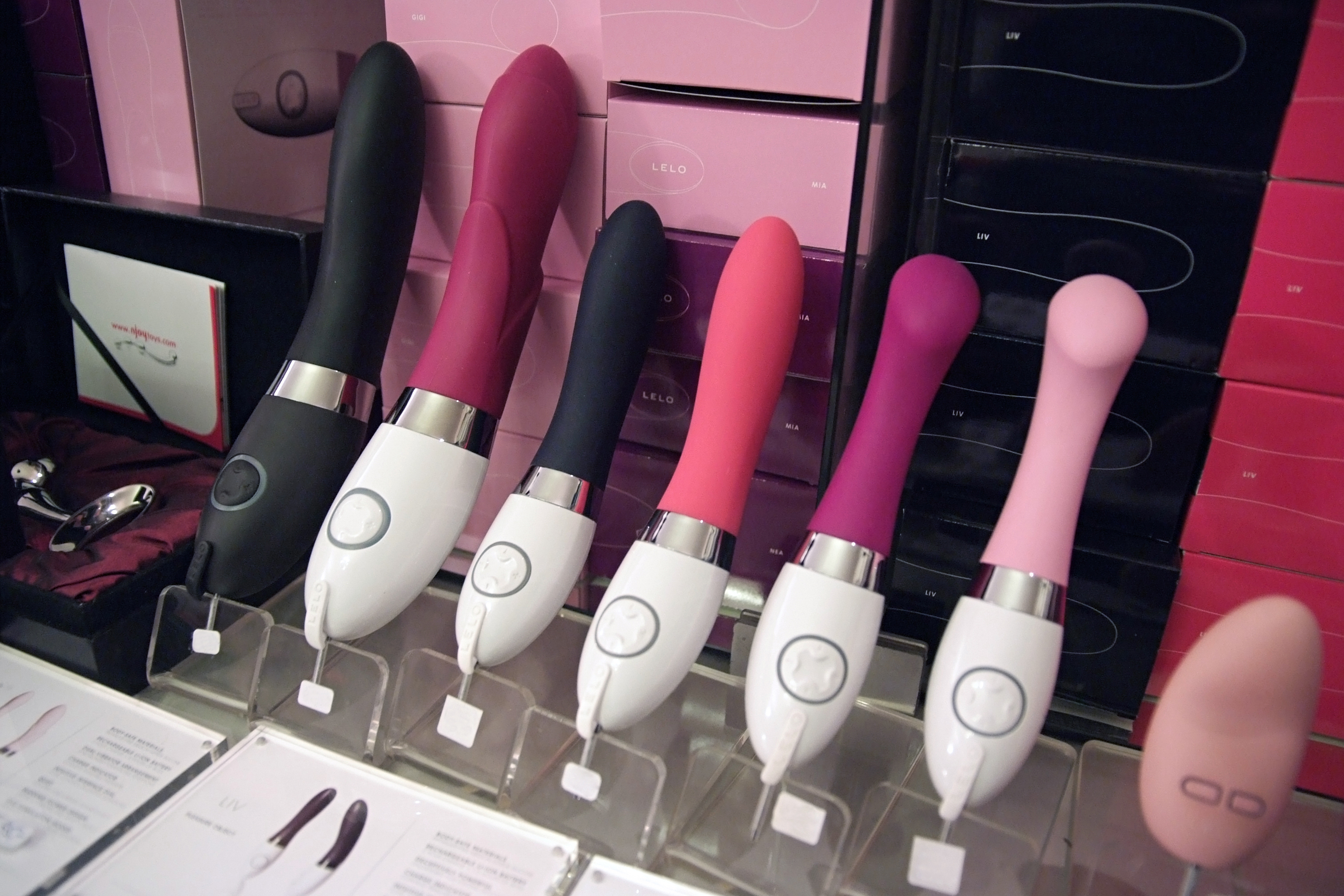
Wibratory są stosowane do osiągnięcia satysfakcji seksualnej

### Orgazm bez stosunku
Istnieje wiele form seksu niezwiązanych z typowym stosunkiem waginalnym. Najpopularniejszą praktyką są tzw. pieszczoty, które pozwalają partnerom na głębsze poznanie swoich emocji i ciał. Można masturbować się na oczach partnera, opisywać mu swoje fantazje seksualne, albo ocierać się o siebie, naśladując ruchy wykonywane podczas stosunku. Alternatywnie można również skorzystać z akcesoriów erotycznych, takich jak wibratory, itp. 

### Orgazm farmakogenny
Jest to rodzaj orgazmu bez stosunku, ponieważ wywołany jest sztucznie. Może wystąpić poprzez działanie niektórych substancji psychoaktywnych, przy czym następuje orgazm i ejakulacja z erekcją lub bez niej.

### Orgazm wyobrażeniowy
Orgazm osiągany zarówno przez mężczyzn, jak i kobiety. Jak sama nazwa wskazuje, osiąga się go tylko na podstawie wyobrażeń i fantazji, bez jakiejkolwiek stymulacji ciała, dlatego należy do grupy orgazmów bezstosunkowych.

### Orgazm nocny
Dochodzi do niego w nocy, w trakcie snu. Jest zjawiskiem występującym naturalnie u zdrowych ludzi. Częściej występuje u mężczyzn, w przypadku których często kończy się polucją.